# ريان ريد
ريان ريد (بالإنجليزية: Ryan Reid) مواليد 30 أكتوبر 1986 في لاودرديل ليكس، هو لاعب كرة سلة أمريكي. بدأ مسيرته الاحترافية في سنة 2010. تم اختياره من قبل فريق إنديانا بايسرز خلال الدرافت. يلعب مع شيمانه سوسانو ماجيك في دوري كرة السلة الياباني للمحترفين. يحمل الرقم 42. يبلغ طوله 6 قدم 8 بوصة (2.0 م).

## المسيرة الاحترافية
لعب مع أوكلاهوما سيتي بلو في موسم 2010–2011، ثم لعب مع أوكلاهوما سيتي ثاندر في موسم 2011–2012، ثم لعب مع نانسي باسكت في الدوري الفرنسي في موسم 2014–2015، ثم لعب مع نييغاتا ألبيريكس في موسم 2015-2016، ثم لعب مع شيمانه سوسانو ماجيك في سنة 2016.

## روابط خارجية
- ريان ريد على موقع الاتحاد الدولي لكرة السلة (الإنجليزية)
- ريان ريد على موقع إن بي أي (الإنجليزية)
- ريان ريد على موقع دوري كرة السلة الياباني للمحترفين (اليابانية)
- ريان ريد على موقع سبورتس رفرنس (الإنجليزية)
- ريان ريد على موقع كرة السلة الأوروبية.كوم (الإنجليزية)
- ريان ريد على موقع كلية كرة السلة في سبورتس رفرنس.كوم (الإنجليزية)
- ريان ريد على موقع ريلجم (الإنجليزية)
- ريان ريد على موقع بروبوليرز (الإنجليزية)
- ريان ريد على موقع سبورتس رفرنس (الإنجليزية)
- ريان ريد على موقع سبورتس رفرنس (الإنجليزية)